# Gotthiai Fejedelemség
A Gotthiai Fejedelemség vagy Theodóroi Fejedelemség, történelmi állam a Krím félsziget déli csücskében, amely a Bizánci Birodalom és a Trapezunti Császárság vazallusaként jött létre, görögül: Αυθεντία Θεοδωρούς/Γοτθία, olaszul: Principato di Teodoro/Gotia, törökül: Gotlu, latinul: Gotthia, illetve egyszerűen Gotthia, amely állam a XIV. század elejétől 1475-ig létezett, majd az Oszmán Birodalom része lett. Ma de jure Ukrajna része a Krími Autonóm Köztársaságban.

## Az állam adatai
A Gotthiai Fejedelemség területe a Krím félsziget déli csücskében helyezkedett el.

## Története

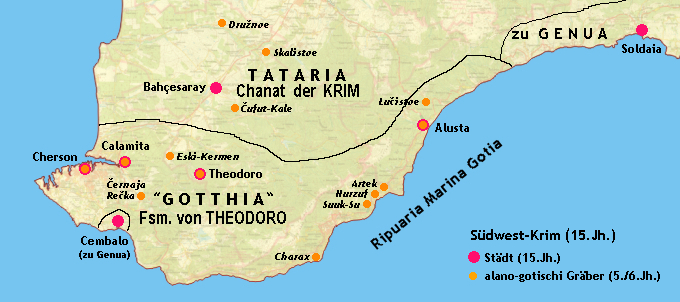
Gotthia elhelyezkedése a Krímben a Krími Tatár Kánság szomszédságában

A bizánci nemesi családnak, a Gabrasz családnak a tagjai uralkodtak az országban.
Gabrasz Mária (?–1447 előtt) gotthiai hercegnő, Alexiosz Gabrasz fotthiai fejedelemnek a lánya 1429-ben ment feleségül II. (Komnénosz) Dávid trapezunti császárhoz.